# جام جهانی والیبال مردان ۲۰۱۱
اف‌آی‌وی‌بی جام جهانی والیبال مردان ۲۰۱۱ دوازدهمین دوره از جام جهانی مردان است که از ۲۰ نوامبر تا ۴ دسامبر ۲۰۱۱ در ژاپن برگزار گردید. این رقابت نخستین مرحله از فرایند راه‌یابی به المپیک تابستانی ۲۰۱۲ در لندن، بریتانیا بود. سه تیم برتر به بریتانیا پیوستند که پیش از این به عنوان میزبان جواز حضور در المپیک را به دست آورده بود.

## راه‌یابی
۱۲ تیم شرکت‌کننده در جام جهانی:
- تیم کشور میزبان.
- پنج قهرمان قهرمانی‌های قاره‌ای در ۲۰۱۱.
- چهار تیم دارای بالاترین-رده و مقام دوم در قهرمانی قارهٔ خود در ۲۰۱۱ (بر طبق رده‌بندی FIVB در ۱۵ ژانویهٔ ۲۰۱۱).
  - نکته: اگر ژاپن در قهرمانی قارهٔ آسیا به عنوان قهرمانی دست پیدا می‌کرد یا یکی از تیم‌های برتر نایب قهرمان می‌شد، تیم ردهٔ سوم تورنمنت نیز رقابت می‌کرد.
- دو وایلد کارت منتخب از شرکت‌کنندگان قهرمانی‌های قاره‌ای در ۲۰۱۱

| رقابت                              | تاریخ                   | میزبان                         | راه‌یافته                   |
| ---------------------------------- | ----------------------- | ------------------------------ | -------------------------- |
| کشور میزبان                        |                         |                                | ژاپن                       |
| قهرمانی آمریکای شمالی و مرکزی ۲۰۱۱ | ۲۹ اوت – ۳ سپتامبر ۲۰۱۱ | مایاگوئس، پورتوریکو، پورتوریکو | کوبا · ایالات متحده آمریکا |
| قهرمانی اروپا ۲۰۱۱                 | ۱۰–۱۸ سپتامبر ۲۰۱۱      | اتریش جمهوری چک                | صربستان · ایتالیا          |
| قهرمانی آمریکای جنوبی ۲۰۱۱         | ۱۹–۲۵ سپتامبر ۲۰۱۱      | کویابا، برزیل                  | برزیل · آرژانتین           |
| قهرمانی آسیا ۲۰۱۱                  | ۲۱–۲۹ سپتامبر ۲۰۱۱      | تهران، ایران                   | ایران · چین                |
| قهرمانی آفریقا ۲۰۱۱                | ۲۳–۲۹ سپتامبر ۲۰۱۱      | طنجه، مراکش                    | مصر                        |
| وایلد کارت                         | ۵ اکتبر ۲۰۱۱            |                                | روسیه · لهستان             |
| مجموع                              |                         |                                | ۱۲                         |

رده‌بندی جهانی FIVB برای تیم‌های جایگاه دوم (در ۱۵ ژانویهٔ ۲۰۱۱)
| رتبه | تیم                 | منطقه                 |
| ---- | ------------------- | --------------------- |
| ۵    | ایالات متحده آمریکا | آمریکای شمالی و مرکزی |
| ۶    | ایتالیا             | اروپا                 |
| ۸    | آرژانتین            | آمریکای جنوبی         |
| ۱۱   | چین                 | آسیا                  |
| ۱۷   | کامرون              | آفریقا                |

## میزبان‌ها
| دور   | موقعیت A                                  | موقعیت B                                 |
| ----- | ----------------------------------------- | ---------------------------------------- |
| یکم   | سالن نیپون گایشی، ناگویا                  | Kagoshima Arena, کاگوشیما                |
| دوم   | Osaka Municipal Central Gymnasium, اوساکا | Kumamoto Prefectural Gymnasium, کوماموتو |
| سوم   | Fukuoka Convention Center, فوکوئوکا       | هاماماتسو آرنا، هاماماتسو                |
| چهارم | ورزشگاه ملی یویوگی، توکیو                 | ورزشگاه متروپولیتن توکیو، توکیو          |

## قالب
سیستم برگزاری رقابت جام جهانی ۲۰۱۱ برای مردان به صورت دوره‌ای چرخشی بود. هر تیم برابر تمام ۱۱ تیم دیگر بازی کرد. امتیازات به دست آمده توسط تیم‌ها در طول این تورنمنت حساب شد و رده‌بندی نهایی تیم‌ها با توجه به‌شمار امتیازات جمع شده توسط آن‌ها صورت پذیرفت.
تیم‌ها به دو گروه ۶ تیمی تقسیم شدند. دورهای ۱ + ۲ (۳۰ رقابت، ۵ روز): تیم‌ها با تیم‌های هم‌گروه مسابقه دادند. دورهای ۳ + ۴ (۳۶ رقابت، ۶ روز): تیم‌ها با تیم‌های گروه دیگر مسابقه دادند.

## فرایند رده‌بندی گروه
1. امتیازات مسابقه
2. شمار مسابقات برده
3. میانگین ست‌ها
4. میانگین امتیازات
5. نتیجهٔ مسابقهٔ بین دو تیم برابر

برد مسابقه ۳–۰ یا ۳–۱: ۳ امتیاز برای برندهٔ رقابت، ۰ امتیاز برای بازندهٔ رقابت
برد مسابقه ۳–۲: ۲ امتیاز برای برندهٔ رقابت، ۱ امتیاز برای بازندهٔ رقابت

## نتایج
- تمام زمان‌ها براساس زمان استاندارد ژاپن (یوتی‌سی ۹:۰۰+) است.

|      |                     |          | مسابقات | مسابقات | ست‌ها | ست‌ها | ست‌ها  | امتیازها | امتیازها | امتیازها |
| رتبه | تیم                 | امتیازها | برد     | باخت    | برد  | باخت | نسبت  | برد      | باخت     | نسبت     |
| ---- | ------------------- | -------- | ------- | ------- | ---- | ---- | ----- | -------- | -------- | -------- |
| ۱    | روسیه               | ۲۹       | ۱۰      | ۱       | ۳۰   | ۸    | ۳٫۷۵۰ | ۹۱۶      | ۷۸۱      | ۱٫۱۷۳    |
| ۲    | لهستان              | ۲۶       | ۸       | ۳       | ۳۰   | ۱۵   | ۲٫۰۰۰ | ۱٬۰۳۲    | ۹۴۴      | ۱٫۰۹۳    |
| ۳    | برزیل               | ۲۴       | ۸       | ۳       | ۲۹   | ۱۴   | ۲٫۰۷۱ | ۹۸۳      | ۸۵۷      | ۱٫۱۴۷    |
| ۴    | ایتالیا             | ۲۴       | ۸       | ۳       | ۲۸   | ۱۵   | ۱٫۸۶۷ | ۱٬۰۲۹    | ۹۲۵      | ۱٫۱۱۲    |
| ۵    | کوبا                | ۲۰       | ۷       | ۴       | ۲۵   | ۱۹   | ۱٫۳۱۶ | ۹۶۴      | ۹۶۴      | ۱٫۰۰۰    |
| ۶    | ایالات متحده آمریکا | ۱۶       | ۶       | ۵       | ۲۰   | ۱۹   | ۱٫۰۵۳ | ۸۸۴      | ۸۶۵      | ۱٫۰۲۲    |
| ۷    | آرژانتین            | ۱۶       | ۵       | ۶       | ۲۱   | ۲۱   | ۱٫۰۰۰ | ۹۲۹      | ۹۲۵      | ۱٫۰۰۴    |
| ۸    | صربستان             | ۱۵       | ۵       | ۶       | ۲۰   | ۲۳   | ۰٫۸۷۰ | ۹۲۸      | ۹۶۸      | ۰٫۹۵۹    |
| ۹    | ایران               | ۱۲       | ۵       | ۶       | ۱۶   | ۲۵   | ۰٫۶۴۰ | ۸۳۵      | ۹۲۵      | ۰٫۹۰۳    |
| ۱۰   | ژاپن                | ۸        | ۲       | ۹       | ۱۲   | ۲۸   | ۰٫۴۲۹ | ۸۷۴      | ۹۳۰      | ۰٫۹۴۰    |
| ۱۱   | چین                 | ۵        | ۱       | ۱۰      | ۹    | ۳۰   | ۰٫۳۰۰ | ۷۷۹      | ۹۱۹      | ۰٫۸۴۸    |
| ۱۲   | مصر                 | ۳        | ۱       | ۱۰      | ۷    | ۳۰   | ۰٫۲۳۳ | ۷۵۵      | ۹۰۵      | ۰٫۸۳۴    |

### دور یکم

#### موقعیت A
| تاریخ     | ساعت  |          | امتیاز |          | ست ۱  | ست ۲  | ست ۳  | ست ۴  | ست ۵  | مجموع  | گزارش |
| --------- | ----- | -------- | ------ | -------- | ----- | ----- | ----- | ----- | ----- | ------ | ----- |
| ۲۰ نوامبر | ۱۱:۱۰ | صربستان  | ۰–۳    | آرژانتین | ۲۰–۲۵ | ۱۳–۲۵ | ۱۸–۲۵ |       |       | ۵۱–۷۵  | P2 P3 |
| ۲۰ نوامبر | ۱۵:۱۰ | لهستان   | ۳–۰    | کوبا     | ۲۵–۲۱ | ۲۵–۲۳ | ۲۵–۱۶ |       |       | ۷۵–۶۰  | P2 P3 |
| ۲۰ نوامبر | ۱۸:۳۰ | ایران    | ۳–۱    | ژاپن     | ۱۷–۲۵ | ۲۵–۲۰ | ۲۵–۲۳ | ۲۵–۱۵ |       | ۹۲–۸۳  | P2 P3 |
| ۲۱ نوامبر | ۱۱:۱۰ | کوبا     | ۳–۰    | ایران    | ۲۵–۱۷ | ۲۵–۱۷ | ۲۵–۲۲ |       |       | ۷۵–۵۶  | P2 P3 |
| ۲۱ نوامبر | ۱۵:۱۰ | صربستان  | ۱–۳    | لهستان   | ۲۵–۲۱ | ۱۸–۲۵ | ۱۹–۲۵ | ۲۸–۳۰ |       | ۹۰–۱۰۱ | P2 P3 |
| ۲۱ نوامبر | ۱۸:۳۰ | آرژانتین | ۳–۲    | ژاپن     | ۲۵–۲۲ | ۲۱–۲۵ | ۱۱–۲۵ | ۲۵–۱۵ | ۱۵–۱۲ | ۹۷–۹۹  | P2 P3 |
| ۲۲ نوامبر | ۱۱:۱۰ | ایران    | ۳–۲    | صربستان  | ۲۵–۱۷ | ۱۸–۲۵ | ۲۱–۲۵ | ۲۵–۲۱ | ۱۵–۱۱ | ۱۰۴–۹۹ | P2 P3 |
| ۲۲ نوامبر | ۱۵:۱۰ | لهستان   | ۳–۱    | آرژانتین | ۱۸–۲۵ | ۲۵–۲۰ | ۲۵–۲۳ | ۲۵–۲۲ |       | ۹۳–۹۰  | P2 P3 |
| ۲۲ نوامبر | ۱۸:۳۰ | ژاپن     | ۰–۳    | کوبا     | ۲۱–۲۵ | ۲۳–۲۵ | ۲۲–۲۵ |       |       | ۶۶–۷۵  | P2 P3 |

#### موقعیت B
| تاریخ     | ساعت  |                     | امتیاز |                     | ست ۱  | ست ۲  | ست ۳  | ست ۴  | ست ۵  | مجموع   | گزارش |
| --------- | ----- | ------------------- | ------ | ------------------- | ----- | ----- | ----- | ----- | ----- | ------- | ----- |
| ۲۰ نوامبر | ۱۱:۱۰ | چین                 | ۰–۳    | ایالات متحده آمریکا | ۱۴–۲۵ | ۲۳–۲۵ | ۲۱–۲۵ |       |       | ۵۸–۷۵   | P2 P3 |
| ۲۰ نوامبر | ۱۵:۱۰ | ایتالیا             | ۱–۳    | روسیه               | ۲۵–۲۲ | ۲۲–۲۵ | ۲۲–۲۵ | ۲۱–۲۵ |       | ۹۰–۹۷   | P2 P3 |
| ۲۰ نوامبر | ۱۸:۳۰ | مصر                 | ۰–۳    | برزیل               | ۱۹–۲۵ | ۱۳–۲۵ | ۱۹–۲۵ |       |       | ۵۱–۷۵   | P2 P3 |
| ۲۱ نوامبر | ۱۱:۱۰ | مصر                 | ۰–۳    | ایتالیا             | ۲۲–۲۵ | ۱۵–۲۵ | ۲۰–۲۵ |       |       | ۵۷–۷۵   | P2 P3 |
| ۲۱ نوامبر | ۱۵:۱۰ | برزیل               | ۳–۱    | ایالات متحده آمریکا | ۲۵–۱۷ | ۲۵–۱۸ | ۱۶–۲۵ | ۲۵–۱۶ |       | ۹۱–۷۶   | P2 P3 |
| ۲۱ نوامبر | ۱۸:۳۰ | روسیه               | ۳–۰    | چین                 | ۲۵–۱۸ | ۲۵–۲۰ | ۲۵–۱۸ |       |       | ۷۵–۵۶   | P2 P3 |
| ۲۲ نوامبر | ۱۱:۱۰ | چین                 | ۰–۳    | مصر                 | ۲۰–۲۵ | ۲۰–۲۵ | ۱۸–۲۵ |       |       | ۵۸–۷۵   | P2 P3 |
| ۲۲ نوامبر | ۱۵:۱۰ | ایتالیا             | ۳–۲    | برزیل               | ۲۵–۱۶ | ۲۰–۲۵ | ۱۸–۲۵ | ۲۵–۲۱ | ۲۲–۲۰ | ۱۱۰–۱۰۷ | P2 P3 |
| ۲۲ نوامبر | ۱۸:۳۰ | ایالات متحده آمریکا | ۰–۳    | روسیه               | ۱۸–۲۵ | ۱۸–۲۵ | ۲۴–۲۶ |       |       | ۶۰–۷۶   | P2 P3 |

### دور دوم

#### موقعیت A
| تاریخ     | ساعت  |          | امتیاز |          | ست ۱  | ست ۲  | ست ۳  | ست ۴  | ست ۵  | مجموع   | گزارش |
| --------- | ----- | -------- | ------ | -------- | ----- | ----- | ----- | ----- | ----- | ------- | ----- |
| ۲۴ نوامبر | ۱۱:۱۰ | آرژانتین | ۳–۱    | کوبا     | ۱۷–۲۵ | ۲۵–۱۶ | ۲۵–۲۱ | ۲۵–۱۷ |       | ۹۲–۷۹   | P2 P3 |
| ۲۴ نوامبر | ۱۵:۱۰ | لهستان   | ۲–۳    | ایران    | ۲۵–۲۳ | ۲۶–۲۸ | ۲۵–۸  | ۲۴–۲۶ | ۱۱–۱۵ | ۱۱۱–۱۰۰ | P2 P3 |
| ۲۴ نوامبر | ۱۸:۳۰ | صربستان  | ۳–۲    | ژاپن     | ۲۵–۲۱ | ۲۵–۲۲ | ۱۸–۲۵ | ۲۲–۲۵ | ۱۵–۱۲ | ۱۰۵–۱۰۵ | P2 P3 |
| ۲۵ نوامبر | ۱۱:۱۰ | ایران    | ۳–۲    | آرژانتین | ۱۵–۲۵ | ۲۵–۲۱ | ۲۴–۲۶ | ۲۵–۱۶ | ۱۵–۱۲ | ۱۰۴–۱۰۰ | P2 P3 |
| ۲۵ نوامبر | ۱۵:۱۰ | کوبا     | ۳–۱    | صربستان  | ۱۷–۲۵ | ۲۵–۲۱ | ۲۵–۲۲ | ۲۵–۱۷ |       | ۹۲–۸۵   | P2 P3 |
| ۲۵ نوامبر | ۱۸:۳۰ | ژاپن     | ۱–۳    | لهستان   | ۲۵–۲۳ | ۲۱–۲۵ | ۱۹–۲۵ | ۱۸–۲۵ |       | ۸۳–۹۸   | P2 P3 |

#### موقعیت B
| تاریخ     | ساعت  |                     | امتیاز |                     | ست ۱  | ست ۲  | ست ۳  | ست ۴  | ست ۵ | مجموع   | گزارش |
| --------- | ----- | ------------------- | ------ | ------------------- | ----- | ----- | ----- | ----- | ---- | ------- | ----- |
| ۲۴ نوامبر | ۱۱:۱۰ | مصر                 | ۰–۳    | ایالات متحده آمریکا | ۱۹–۲۵ | ۲۰–۲۵ | ۲۰–۲۵ |       |      | ۵۹–۷۵   | P2 P3 |
| ۲۴ نوامبر | ۱۵:۱۰ | برزیل               | ۳–۰    | روسیه               | ۲۵–۱۶ | ۲۵–۱۹ | ۲۵–۲۲ |       |      | ۷۵–۵۷   | P2 P3 |
| ۲۴ نوامبر | ۱۸:۳۰ | ایتالیا             | ۳–۰    | چین                 | ۲۵–۱۰ | ۲۵–۱۸ | ۲۵–۱۴ |       |      | ۷۵–۴۲   | P2 P3 |
| ۲۵ نوامبر | ۱۱:۱۰ | روسیه               | ۳–۱    | مصر                 | ۲۵–۱۸ | ۲۵–۱۷ | ۲۳–۲۵ | ۲۵–۹  |      | ۹۸–۶۹   | P2 P3 |
| ۲۵ نوامبر | ۱۵:۱۰ | چین                 | ۲–۳    | برزیل               | ۲۵–۲۳ | ۱۰–۲۵ | ۱۸–۲۵ | ۲۵–۱۹ | ۸–۱۵ | ۸۶–۱۰۷  | P2 P3 |
| ۲۵ نوامبر | ۱۸:۳۰ | ایالات متحده آمریکا | ۱–۳    | ایتالیا             | ۳۹–۴۱ | ۲۲–۲۵ | ۲۵–۲۲ | ۲۱–۲۵ |      | ۱۰۷–۱۱۳ | P2 P3 |

### دور سوم

#### موقعیت A
| تاریخ     | ساعت  |        | امتیاز |                     | ست ۱  | ست ۲  | ست ۳  | ست ۴  | ست ۵ | مجموع  | گزارش |
| --------- | ----- | ------ | ------ | ------------------- | ----- | ----- | ----- | ----- | ---- | ------ | ----- |
| ۲۷ نوامبر | ۱۱:۱۰ | ایران  | ۰–۳    | ایالات متحده آمریکا | ۱۵–۲۵ | ۲۵–۲۷ | ۱۴–۲۵ |       |      | ۵۴–۷۷  | P2 P3 |
| ۲۷ نوامبر | ۱۵:۱۰ | لهستان | ۳–۱    | چین                 | ۱۷–۲۵ | ۲۵–۲۰ | ۲۵–۲۱ | ۲۵–۱۹ |      | ۹۲–۸۵  | P2 P3 |
| ۲۷ نوامبر | ۱۸:۳۰ | ژاپن   | ۳–۱    | مصر                 | ۲۷–۲۹ | ۲۵–۱۷ | ۲۵–۲۳ | ۲۵–۱۲ |      | ۱۰۲–۸۱ | P2 P3 |
| ۲۸ نوامبر | ۱۱:۱۰ | ایران  | ۳–۰    | مصر                 | ۲۵–۱۸ | ۲۵–۲۱ | ۲۵–۱۵ |       |      | ۷۵–۵۴  | P2 P3 |
| ۲۸ نوامبر | ۱۵:۱۰ | لهستان | ۳–۰    | ایالات متحده آمریکا | ۲۵–۱۵ | ۲۵–۲۰ | ۲۵–۱۸ |       |      | ۷۵–۵۳  | P2 P3 |
| ۲۸ نوامبر | ۱۸:۳۰ | ژاپن   | ۳–۰    | چین                 | ۲۵–۲۳ | ۲۵–۲۰ | ۲۶–۲۴ |       |      | ۷۶–۶۷  | P2 P3 |
| ۲۹ نوامبر | ۱۱:۱۰ | لهستان | ۳–۰    | مصر                 | ۲۵–۲۱ | ۲۶–۲۴ | ۲۵–۲۱ |       |      | ۷۶–۶۶  | P2 P3 |
| ۲۹ نوامبر | ۱۵:۱۰ | ایران  | ۰–۳    | چین                 | ۱۹–۲۵ | ۱۹–۲۵ | ۱۷–۲۵ |       |      | ۵۵–۷۵  | P2 P3 |
| ۲۹ نوامبر | ۱۸:۳۰ | ژاپن   | ۰–۳    | ایالات متحده آمریکا | ۳۷–۳۹ | ۱۶–۲۵ | ۱۵–۲۵ |       |      | ۶۸–۸۹  | P2 P3 |

#### موقعیت B
| تاریخ     | ساعت  |          | امتیاز |         | ست ۱  | ست ۲  | ست ۳  | ست ۴  | ست ۵  | مجموع   | گزارش |
| --------- | ----- | -------- | ------ | ------- | ----- | ----- | ----- | ----- | ----- | ------- | ----- |
| ۲۷ نوامبر | ۱۱:۱۰ | صربستان  | ۰–۳    | روسیه   | ۱۶–۲۵ | ۱۶–۲۵ | ۱۵–۲۵ |       |       | ۴۷–۷۵   | P2 P3 |
| ۲۷ نوامبر | ۱۵:۱۰ | آرژانتین | ۰–۳    | برزیل   | ۲۲–۲۵ | ۲۰–۲۵ | ۲۱–۲۵ |       |       | ۶۳–۷۵   | P2 P3 |
| ۲۷ نوامبر | ۱۸:۳۰ | کوبا     | ۳–۱    | ایتالیا | ۲۵–۲۱ | ۱۹–۲۵ | ۲۵–۲۰ | ۲۵–۱۷ |       | ۹۴–۸۳   | P2 P3 |
| ۲۸ نوامبر | ۱۱:۱۰ | آرژانتین | ۰–۳    | روسیه   | ۲۳–۲۵ | ۲۲–۲۵ | ۱۹–۲۵ |       |       | ۶۴–۷۵   | P2 P3 |
| ۲۸ نوامبر | ۱۵:۱۰ | کوبا     | ۳–۲    | برزیل   | ۱۷–۲۵ | ۲۵–۲۲ | ۲۵–۲۳ | ۲۰–۲۵ | ۱۵–۱۲ | ۱۰۲–۱۰۷ | P2 P3 |
| ۲۸ نوامبر | ۱۸:۳۰ | صربستان  | ۱–۳    | ایتالیا | ۲۰–۲۵ | ۱۸–۲۵ | ۲۵–۲۲ | ۲۰–۲۵ |       | ۸۳–۹۷   | P2 P3 |
| ۲۹ نوامبر | ۱۱:۱۰ | کوبا     | ۱–۳    | روسیه   | ۲۳–۲۵ | ۲۷–۲۵ | ۱۸–۲۵ | ۱۲–۲۵ |       | ۸۰–۱۰۰  | P2 P3 |
| ۲۹ نوامبر | ۱۵:۱۰ | آرژانتین | ۱–۳    | ایتالیا | ۳۶–۳۴ | ۲۰–۲۵ | ۱۹–۲۵ | ۲۰–۲۵ |       | ۹۵–۱۰۹  | P2 P3 |
| ۲۹ نوامبر | ۱۸:۳۰ | صربستان  | ۳–۱    | برزیل   | ۲۷–۲۵ | ۲۰–۲۵ | ۲۵–۲۰ | ۲۵–۲۲ |       | ۹۷–۹۲   | P2 P3 |

### دور چهارم

#### موقعیت A
| تاریخ    | ساعت  |        | امتیاز |         | ست ۱  | ست ۲  | ست ۳  | ست ۴  | ست ۵  | مجموع   | گزارش |
| -------- | ----- | ------ | ------ | ------- | ----- | ----- | ----- | ----- | ----- | ------- | ----- |
| ۲ دسامبر | ۱۱:۱۰ | ایران  | ۰–۳    | برزیل   | ۲۰–۲۵ | ۱۸–۲۵ | ۱۶–۲۵ |       |       | ۵۴–۷۵   | P2 P3 |
| ۲ دسامبر | ۱۵:۱۰ | لهستان | ۳–۲    | ایتالیا | ۱۷–۲۵ | ۲۰–۲۵ | ۲۵–۲۳ | ۲۵–۲۱ | ۱۵–۱۲ | ۱۰۲–۱۰۶ | P2 P3 |
| ۲ دسامبر | ۱۸:۳۰ | ژاپن   | ۰–۳    | روسیه   | ۲۳–۲۵ | ۱۶–۲۵ | ۲۳–۲۵ |       |       | ۶۲–۷۵   | P2 P3 |
| ۳ دسامبر | ۱۱:۱۰ | ایران  | ۰–۳    | روسیه   | ۲۹–۳۱ | ۲۱–۲۵ | ۱۸–۲۵ |       |       | ۶۸–۸۱   | P2 P3 |
| ۳ دسامبر | ۱۵:۱۰ | لهستان | ۲–۳    | برزیل   | ۲۵–۱۸ | ۲۵–۲۱ | ۱۸–۲۵ | ۱۹–۲۵ | ۱۲–۱۵ | ۹۹–۱۰۴  | P2 P3 |
| ۳ دسامبر | ۱۸:۳۰ | ژاپن   | ۰–۳    | ایتالیا | ۲۲–۲۵ | ۲۴–۲۶ | ۲۲–۲۵ |       |       | ۶۸–۷۶   | P2 P3 |
| ۴ دسامبر | ۱۱:۱۰ | لهستان | ۲–۳    | روسیه   | ۲۳–۲۵ | ۲۵–۲۳ | ۲۲–۲۵ | ۲۵–۱۷ | ۱۵–۱۷ | ۱۱۰–۱۰۷ | P2 P3 |
| ۴ دسامبر | ۱۵:۱۰ | ایران  | ۱–۳    | ایتالیا | ۱۳–۲۵ | ۱۷–۲۵ | ۲۵–۲۰ | ۱۸–۲۵ |       | ۷۳–۹۵   | P2 P3 |
| ۴ دسامبر | ۱۸:۳۰ | ژاپن   | ۰–۳    | برزیل   | ۲۱–۲۵ | ۱۹–۲۵ | ۲۲–۲۵ |       |       | ۶۲–۷۵   | P2 P3 |

#### موقعیت B
| تاریخ    | ساعت  |          | امتیاز |                     | ست ۱  | ست ۲  | ست ۳  | ست ۴  | ست ۵  | مجموع   | گزارش |
| -------- | ----- | -------- | ------ | ------------------- | ----- | ----- | ----- | ----- | ----- | ------- | ----- |
| ۲ دسامبر | ۱۱:۱۰ | صربستان  | ۳–۱    | مصر                 | ۲۵–۲۰ | ۱۹–۲۵ | ۲۵–۲۲ | ۲۸–۲۶ |       | ۹۷–۹۳   | P2 P3 |
| ۲ دسامبر | ۱۵:۱۰ | کوبا     | ۳–۲    | چین                 | ۲۵–۲۱ | ۱۸–۲۵ | ۲۶–۲۸ | ۲۵–۲۰ | ۱۵–۱۳ | ۱۰۹–۱۰۷ | P2 P3 |
| ۲ دسامبر | ۱۸:۳۰ | آرژانتین | ۲–۳    | ایالات متحده آمریکا | ۲۹–۲۷ | ۱۴–۲۵ | ۱۷–۲۵ | ۲۵–۲۰ | ۱۲–۱۵ | ۹۷–۱۱۲  | P2 P3 |
| ۳ دسامبر | ۱۱:۱۰ | صربستان  | ۳–۱    | چین                 | ۲۴–۲۶ | ۲۵–۱۸ | ۲۵–۱۹ | ۲۵–۱۲ |       | ۹۹–۷۵   | P2 P3 |
| ۳ دسامبر | ۱۵:۱۰ | آرژانتین | ۳–۰    | مصر                 | ۲۵–۲۰ | ۲۵–۲۱ | ۲۵–۱۷ |       |       | ۷۵–۵۸   | P2 P3 |
| ۳ دسامبر | ۱۸:۳۰ | کوبا     | ۲–۳    | ایالات متحده آمریکا | ۲۰–۲۵ | ۲۵–۱۴ | ۱۸–۲۵ | ۲۵–۲۲ | ۱۱–۱۵ | ۹۹–۱۰۱  | P2 P3 |
| ۴ دسامبر | ۱۱:۱۰ | کوبا     | ۳–۱    | مصر                 | ۲۶–۲۴ | ۲۳–۲۵ | ۲۵–۲۳ | ۲۵–۲۰ |       | ۹۹–۹۲   | P2 P3 |
| ۴ دسامبر | ۱۴:۱۰ | آرژانتین | ۳–۰    | چین                 | ۲۵–۲۳ | ۳۱–۲۹ | ۲۵–۱۸ |       |       | ۸۱–۷۰   | P2 P3 |
| ۴ دسامبر | ۱۷:۱۰ | صربستان  | ۳–۰    | ایالات متحده آمریکا | ۲۵–۲۳ | ۲۵–۱۷ | ۲۵–۱۹ |       |       | ۷۵–۵۹   | P2 P3 |

## رده‌بندی نهایی
| رتبه | تیم                 |
| ---- | ------------------- |
| 1    | روسیه               |
| 2    | لهستان              |
| 3    | برزیل               |
| ۴    | ایتالیا             |
| ۵    | کوبا                |
| ۶    | ایالات متحده آمریکا |
| ۷    | آرژانتین            |
| ۸    | صربستان             |
| ۹    | ایران               |
| ۱۰   | ژاپن                |
| ۱۱   | چین                 |
| ۱۲   | مصر                 |

|  | راه‌یابی به المپیک تابستانی ۲۰۱۲ |

| قهرمان جام جهانی ۲۰۱۱ |
| --------------------- |
| · روسیه · ششمین عنوان |

| فهرست ۱۴ نفره |
| دنیس بیریکوف، نیکولای آپالیکوف، تاراس ختی (c)، اوگنی سیوژلز، سرگئی ماکاروف، سرگئی تتیوخین، الکساندر سوکولوف، رومان یاکوولیف، الکساندر بوتکو، دیمیتری موزرسکی، پاول کروگلوف، ماکسیم میخائیلوف، الکساندر الکساندروویچ ولکوف، الکسی اوبمچیف |
| سرمربی |
| ولادیمیر الکنو |

## جوایز
| - باارزش‌ترین بازیکن ماکسیم میخائیلوف - امتیاز آورترین بازیکن فرناندو هرناندز - بهترین اسپک زننده احمد عبدالحی - بهترین دفاع کننده میانی مارسین مژدونک | - بهترین سرویس زننده کریستین ساوانی - بهترین پاسور لوسیانو دچکو - بهترین دریافت کننده سرجیو سانتوس - بهترین لیبرو رن چی |